# Municipio Chaguaramas
El Municipio Chaguaramas es uno de los 15 municipios que integran el Estado Guárico, Venezuela. Ocupa una superficie de 2069 km² y contaba con una población de 18 185 habitantes para 2010 según el INE. Su capital es el poblado de Chaguaramas el este del municipio, sólo tiene una parroquia homónima.
El Municipio Chaguaramas está ubicado al norte del Estado Guárico en Los Llanos venezolanos, la agricultura es la base de su economía.

## Historia

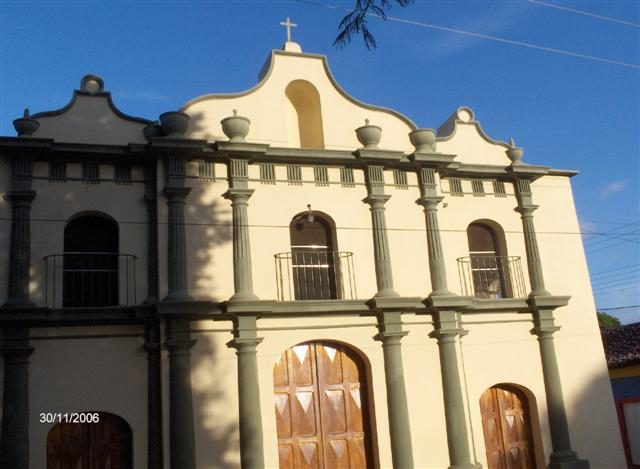
Iglesia.

Históricamente se le reconoce ser el municipio del Estado Guárico que más héroes aportó a la lucha independentista: Manuel Cedeño, Pedro Zaraza, Juana Ramírez, Julián Infante, y Francisco Manuitt. Así mismo, se dice que todos los integrantes del Batallón Rompelíneas (de donde salió la lanza que segó la vida del realista José Tomás Boves) eran chaguarameros.
Chaguaramas fue fundada en el año 1653 por Bartolomé Belisario de la Madrid; el primer sitio fundado fue Las Palmas, donde actualmente están ubicados los caseríos Casianero y Curipa. Para el año de 1697 ya Chaguaramas aparece como una de las poblaciones con mayor desarrollo.
A principios de 1700, su Majestad el Rey Don Felipe V de España, envió a Don Bartolomé de Belisario a Venezuela para que se encargara de la justicia mayor del Alto Llano de la provincia de Caracas, con jurisdicción de San Sebastián de los Reyes. Don Bartolomé se dispuso a emprender una gira por los pueblos de su jurisdicción, entre estos a santa Ana de la Tigrera donde se estaba fundando un pueblo en terrenos propiedad de Don Vicente Camejo, pero encontrándose los fundadores de dicho pueblo en desacuerdo con los dueños del terreno, Don Bartolomé les ordena cambiar de sitio a tres leguas hacia el poniente, en una preciosa llanura entre el rio Otocuao, la Aguada de Chaguaramas y Quebrada de los Gueves, cuatro leguas de su terreno propio; luego pidió al rey una inmigración Española la cual ocupó el terreno y lo confirmaron con el nombre de San Lorenzo.
Con el transcurso del tiempo se han dictado cantidades de Decretos que determinaron varias divisiones: en el año 1853, se separa la población de Zaraza del cantón de Chaguaramas, constituyéndose el cantón Unare Quitándole la autoridad en las poblaciones de Santa María, el Socorro y Tucupido, aun perteneciendo al cantón de Chaguaramas las poblaciones de Valle de La Pascua, Espino, Cabruta y Santa Rita.
Para el año 1858 Chaguaramas fue capital del Departamento Infante integrado por seis parroquias. Posteriormente por decretos los departamentos pasaron a constituirse en Distritos, ocupando Chaguaramas la Capital del Distrito Infante hasta el año 1910 en esta fecha pierde su jerarquía de la capital pasándola a ocupar Valle de la Pascua. Por varios motivos toda la parte de la depresión central estuvo mucho tiempo sin que se estableciera europeo alguno mientras que la región sur de Los Llanos y el Pie de Monte por donde se asentará San Sebastián de Los Reyes, Orituco y Chaguaramas, serán caminos para el trajinar conquistador.
El ir y venir de los primeros pobladores de San Sebastián de Los Reyes permite la diseminación hacia los contornos de los sitios originales que sirven de asentamiento a lo que facilita la explotación de los suelos fértiles del Orituco que servirán de aposento a las haciendas cacaoteras originando el predominio socioeconómico de los sitios aledaños.

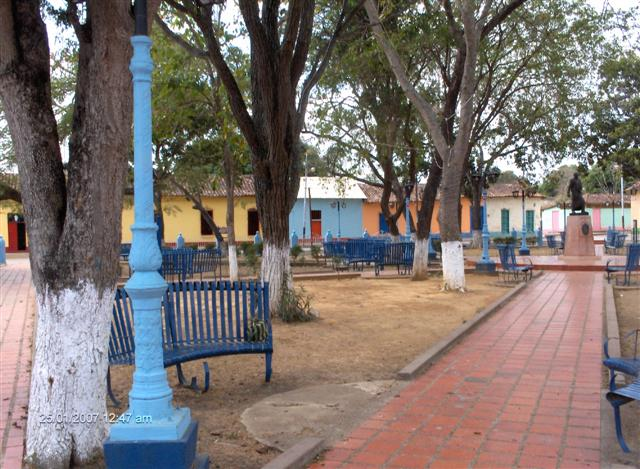
Una plaza en Chaguaramas.

Se dice que en mayo de 1621 el partido de las Palmas que dio origen a tantos pueblos ahora ciudades es una gota de agua que abriera el cauce del río, es un rayo de luz fulgurante que alumbrara el camino seguido por los primeros pobladores para establecer el heroico pueblo de Chaguaramas. Tribus que trajinan desde 1625 a 1631 en tierras aledañas a lo que hoy constituye la población de Chaguaramas. Eran frecuentes pero imprecisas caribes que incursionan desde el Orinoco; Cumanagotos que llegan hasta Chaguaramas y siembran el propio nombre en la aguada o paso de Cumanagotos, como se llamó el sitio mucho antes de que se estableciera doña Águeda María de Ávila y Don Bartolomé de Belisario; Tamanacos de uno y otro lado del Tocoplo, Tomensas que bajan del Caribe; Caracares, Guires, Auribes, Chacarazas, Aracos y Palenques.
Cuando se establecen las misiones se confirman el predominio de los palenques y cumanagotos en los Llanos. Hacia el año 1627, los conquistadores españoles se encontraban establecidos en los actuales caseríos de chaguaramas, Jubillao, Caminero, Curipa y Laguna las Mocundas.
La aldea de Chaguaramas aparece como pareja y centro comunicacional del partido las palmas, Chaguaramas no constituye un hecho fundacional, con características parecidas como otros pueblos o ciudades del país, si no por expansión espontánea teniendo su principio en la simple agrupación de personas, que le dan fisonomía de una Aldea Rural, (Caserío), que luego evolucionara adquiriendo características de pueblo.
Chaguarama es encrucijada los trajineros de caminos reposan allí y el ella renueva fuerzas y bríos, allí los caminos comienza de nuevo. De ella germina los pueblos de Valle de la Pascua y Zaraza.
A principios del siglo XVIII, la fronteras de los latifundios estaban instalados en el Alto Llano, se funda El Sombrero y Chaguaramas, este último se convirtió inicialmente en el epicentros de las actividades económicas y políticas de todo ese basto territorio y junto con Calabozo y Valle de la Pascua proporcionaron la base demográfica que permitió el nacimiento de muchos pueblos llaneros.
En el archivo histórico de Miraflores se encuentra un documento escrito por Don José Telesfero Belisario y fechado el 24 de julio de 1925 en Chaguaramas, “para muy principios del siglo XVIII SM, el Rey Don Felipe V de España, mando a Don Bartolomé José de Belisario a Venezuela para que se encargara de la justicia mayor del Alto Llano de la provincia de caracas, con jurisdicción en San Sebastián de los Reyes”.
Para el año 1703, ya establecido Don Bartolomé José de Belisario en san Sebastián adquirió una fundación ganadera en el sitio de las estacas siendo heredada 20 años después por su hijo Bartolomé Timoteo de Belisario, que conjuntamente con sus yernos Francisco de Armas, Dionisio Gómez y su cuñada Isabel Gómez se asocian para la explotación y comercialización de ganado, en el sitio de las estacas.
El capitán Bartolomé de Belisario puede considerarse como fundador oficial del Municipio Chaguaramas, ya que gestiona frente a las autoridades Civiles y Eclesiásticas para que estas se establecieran permanentemente en la población.
En las primeras décadas del siglo XVIII, Chaguaramas estuvo, sujeta en lo político y jurídico a San Sebastián y en lo eclesiástico a Altagracia de Orituco. En el año de 1722 Don Bartolomé Timoteo de Belisario compra un medio sitio de hato a Doña Águeda María de Ávila en el sitio de Chaguaramas, teniendo por linderos: Este; Medio sito de hato del Melchor Suárez; Por el Oeste de la Quebrada del Lechero; Por el Norte: Aguada de Chaguaramas y Por el Sur la Aguada de los Guires.
Para el momento de su fundación contaba con 1200 habitantes, distribuidos de la siguiente forma: 40 españoles, 80 Negros Esclavos y 1080 Indios. Apareciendo como cabeza del grupo, Don Bartolomé Joseph de Belisario de la Madrid, Carlos Suárez, Bernardo y Diego Gómez, proviene del sitio de Las Palmas.
Debemos señalar otras referencias sobre nuestra comunidad Chaguaramas; J.A. De Armas Chitty, nos refiere en sus notas históricas que el origen de Chaguaramas, parece venir de una partida de bautismo originada en el hato Belén, propiedad de Don Agustín Rebolledo, en su capilla, por el cura José Romualdo Leal, (El 19 de septiembre de 1728).
En tal sentido, son muchas las versiones sobre nuestro terruño, nace en 341 años, la esperanza de convertirse en lo que nuestros héroes esperaron de ella.

### El pueblo del glorioso mártir san Lorenzo de chaguaramas
En el año 1728, se celebra la primera misa y según los criterios; se le da legalidad a la Fundación del Glorioso Mártir San Lorenzo de Chaguaramas. Misa que fue oficiada por Don José Romualdo Leal en una casa donde se atendían y se administraban los sacramentos. El 29 de septiembre de ese mismo año.
Fue solicitado ante el señor Obispo Juan Joseph de Escalona y Calatayud, curas permanentes, dicho pedimento lo hace Bartolomé Timoteo Belisario en nombre de todos los vecinos y esa solicitud tuvo respuesta afirmativa.
Primeros curas capellanes con nombramiento oficial extendidos por los ordinarios Diocesanos en la feligresía de Chaguaramas son: El Padre Joseph Romualdo Leal y Padre Franco Gil de Arratia.
El sacerdote Leal, fija residencia en chaguaramas y allí estuvo durante siete años. Dicha casa donde se celebró la primera misa, se siguió utilizando hasta el 2 de febrero de 1729 en que se construye una iglesia de bahareque, bambú, barro mezclado con paja seca y se hizo la palma como techo; consagrada a nuestro santo patrono San Lorenzo Mártir.
Siendo elevada a categoría de iglesia parroquial en el 1752. Esta capilla fue reemplazada por una que se bendijo el 9 de febrero de 1783, En el año 1875, obtuvo de Don Bernardo Leal, una campaña que se oía a distancia, también el santísimo y el cáliz se precisa la feligresía por el fervor religioso y hay quienes nos relatan que Don Bernardo Leal hizo una promesa a san Lorenzo de celebrar su día, fiestas patronales con mayor solemnidad con tal, que la Laguna del Pueblo no se desbordara más y dicha fiestas en un 90% eran costeadas por el, nos queda aún su recuerdo.
El origen del nombre de Chaguaramas, proviene de la lengua aborigen dado por los cumanagotos y el del partido las Palmas (Palmera), dado por los canarios extranjeros.
“Chaguaramas pueblo niño,
Con prevacía de abuelo,
Sin limadura de voz,
Cruzado de lanza el pecho,
Con la república en ancas
Y la fe en tu san Lorenzo.
¡Pueblo de la tierra llana!
Así en la historia te encuentro… J.A. De Armas Chitty.[cita requerida]

## Política y gobierno

### Alcaldes
| Período     | Alcalde                | Partido Político | % de votos | Notas |
| ----------- | ---------------------- | ---------------- | ---------- | --- |
| 1989 - 1992 | Pedro Aguilera Subero  | COPEI            | 55,58      | Primer alcalde bajo elecciones directas                                                                                             |
| 1992 - 1995 | Luis Mejías            | AD               | 33,82      | Segundo alcalde bajo elecciones directas                                                                                            |
| 1995 - 1998 | Carlos Jiménez Romero  | COPEI            | -          | Tercer alcalde bajo elecciones directas                                                                                             |
| 1998 - 2000 | Julia Martínez         | COPEI            | -          | (Alcaldesa encargada) (Se realizaron elecciones generales adelantadas en el 2000 debido a la aprobación de la Constitución de 1999) |
| 2000 - 2004 | Carlos Jiménez Romero  | PPT              | 53,96      | Reelecto |
| 2004 - 2008 | Mary Luz Pérez         | PPT              | 52,07      | Cuarta alcalde bajo elecciones directas                                                                                             |
| 2008 - 2013 | Yamilet Guevara        | PSUV             | 50,19      | Quinta alcalde bajo elecciones directas (Se postergan 1 año las elecciones municipales del año 2012)                                |
| 2013 - 2017 | Yovanny Rafael Salazar | VP/MUD           | 50,37      | Sexto alcalde bajo elecciones directas                                                                                              |
| 2017 - 2021 | Manuel García          | PSUV             | 85,25      | Séptimo alcalde bajo elecciones directas                                                                                            |
| 2021 - 2025 | José Requena           | UP               | 48,51      | Octavo alcalde bajo elecciones directas                                                                                             |

### Concejo municipal

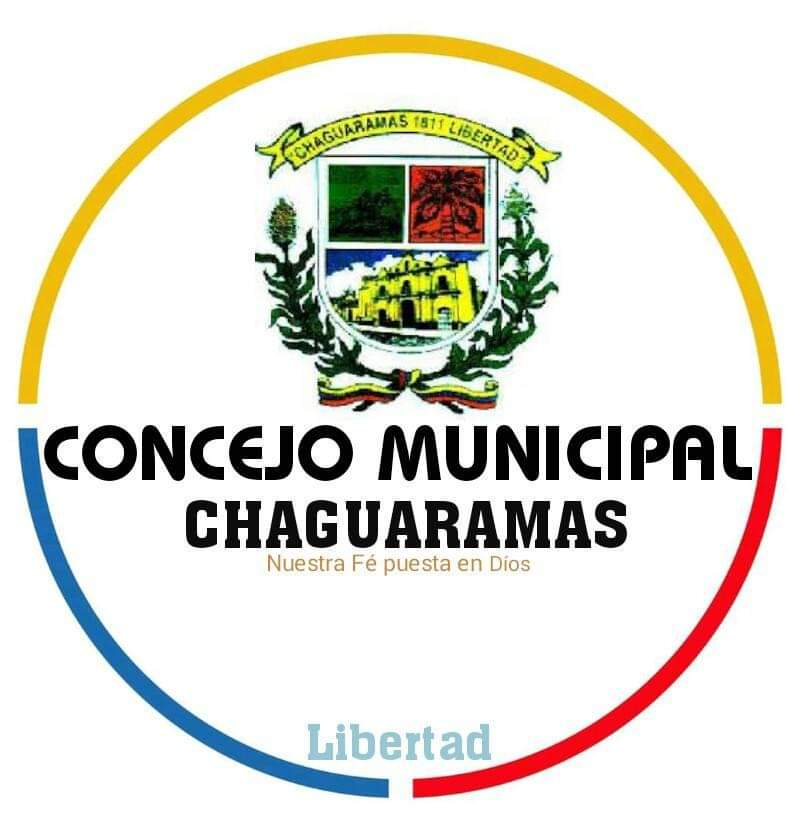
Logo del Concejo Municipal (2021-2025).

Período 1989 - 1992
| Concejales:            | Partido político / Alianza |
| ---------------------- | -------------------------- |
| Cristobalina Hernández | COPEI                      |
| Carlos Jiménez Romero  | COPEI                      |
| Yovanny Salazar        | AD                         |
| Agusto Rodríguez       | AD                         |
| Felix Meneses Manuitt  | MAS                        |

Período 1992 - 1995
| Concejales:            | Partido político / Alianza |
| ---------------------- | -------------------------- |
| Prudencio Requena      | AD                         |
| Carlos Sánchez Manuitt | AD                         |
| Felix Meneses Manuitt  | MAS                        |
| Luis Villanueva        | NGD                        |
| Cesar García           | COPEI                      |

Período 1995 - 2000
| Concejales:           | Partido político / Alianza |
| --------------------- | -------------------------- |
| Julia Martínez        | COPEI                      |
| Rafael León           | COPEI                      |
| Carlos Sánchez Manuit | AD                         |
| José Gregorio Requena | AD                         |
| Ramon Boada           | CONVERGENCIA               |

Período 2000 - 2005
| Concejales:           | Partido político / Alianza |
| --------------------- | -------------------------- |
| Arevalo Boda          | PPT                        |
| Mary Luz Pérez        | PPT                        |
| Marlenys Marcando     | AD                         |
| Boanerger Castillo    | AD                         |
| Felix Meneses Manuitt | MAS                        |

Periodo 2005 - 2013
| Concejales:             | Partido político / Alianza |
| ----------------------- | -------------------------- |
| Miguel Antonio Pérez    | PPT                        |
| Carlos Coronado         | PPT                        |
| Rosa Cordero            | PPT                        |
| Luis Felipe Díaz Tavera | PPT                        |
| Yamileth Guevara        | MVR                        |

Período 2013 - 2018:
| Concejales              | Partido político / Alianza |
| ----------------------- | -------------------------- |
| Carmelo Mejías          | MUD                        |
| Doricia Hernández       | MUD                        |
| Joel Chacón             | MUD                        |
| Luis Felipe Díaz Tavera | MUD                        |
| Richard Aira            | MUD                        |
| Rudy Requena            | MUD                        |
| Lismar Carpio           | PSUV                       |

Período 2018 - 2021
| Concejales           | Partido político / Alianza |
| -------------------- | -------------------------- |
| Aleida Díaz          | PSUV                       |
| Hosdeney Herrera     | PSUV                       |
| Maria Infante        | PSUV                       |
| Maurimar Morales     | PSUV                       |
| Felix Ortega         | PSUV                       |
| José Gregorio Menida | PSUV                       |
| Norelly Escalona     | PSUV                       |

Período 2021 - 2025
| Concejales:       | Partido político / Alianza |
| ----------------- | -------------------------- |
| Sonia Manuitt     | UP                         |
| Rudy Requena      | UP                         |
| Carlos Jiménez    | UP                         |
| Reiner Pintó      | UP                         |
| Lorevis Belisario | UP                         |
| Jacinto Alfonso   | PSUV                       |
| Yumira Guevara    | PSUV                       |

## Condiciones geográficas
Relieve:
El relieve del Municipio se caracteriza por ser de llanuras altas destacando ciertas elevaciones circulares de poca importancia, con suelos generalmente arcillosos.
Clima:
La red hidrográfica posee un clima tropical cálido de sabana, donde la temperatura promedio anual es de 27 °C y con una precipitación anual media de 1.125 m².
Hidrografía:
La red hidrográfica del municipio está representada por los ríos Otocuao, Orituco, Manapire, etc., además con la presencia de un importante número de quebradas.
Vegetación:
La vegetación del municipio Chaguaramas es la predominante en los llanos altos del Estado Guárico, donde resalta la presencia de especies como: Guatacaro, drago, Roble, Alcornoque, Manteco, Mastranto, Chaparro, Laurel, Ceiba, Guasimo, Mango, Jobo, Canuto, Mijao, etc.
Fauna:
La fauna del municipio está representada básicamente por las siguientes especies: venados, lapas, chigüire, conejos, vaqueros, cunaguaros, morrocoyes, tortugas, gavilanes, patos, garza, ganzo, corocoras, y peces de ríos tales como: cachama, pavón, guabina, morocoto, bagre, coporo, curvina etc.
Gastronomía:
La gastronomía está representada por la gran variedad de platos típicos llaneros, donde destaca el pisillo de chigüire y pescado, el sancocho de res, la cachapa con queso, la carne en vara, el mondongo, el pabellón criollo y una gran variedad de dulces criollos.

## Tradición folklórica y gastronómica
Comidas típicas:
- Mondongo: Es un plato cuya popularidad se extiende a todo ámbito nacional, se prepara con el estómago de ganado y verduras.
- Pisillo Guariqueño: Elaborado con carne de ganado, pescado o chigüire..
- Carato de Maíz: Bebida basada en masa de maíz la cual se liga con guarapo de piña y papelón y se deja hasta el siguiente día, cuando se le agrega más guarapo de piña y se cuela a través de un paño muy fino.
- Chicha Criolla: Bebida hecha con arroz cocido y enriquecida con sal, al que se le agrega granitos de pimienta, guayabita, agua de azahares, azular y cogollo de limón o naranja al formarse un atol espeso, se deja enfriar el preparado.
- La Hallaca Navideña: Lleva carne de gallina, de res, de cochino, aliños, cebolla, pimentón, ajo, aceite, manteca de cochino, agua, sal, preparados en un guiso. Masa preparada con harina precocida de maíz, onoto, aceite o manteca y sobre esta el guiso y se le agrega alcaparra, pasas de uva, aceituna, aros de cebolla, trozos de pimentón, papa sancochada. Todo envuelto en hoja de cambur, topocho o plátano.
- Dulce de Lechoza: Dulce elaborado con la fruta de la lechosa, la cual se corta en tajada y se expone una noche al sereno y luego se pone a cocinar en un melao de agua con papelón y hojas de higo.
- Guarapo de Canela: Bebida refrescante de papelón que se disuelve en abundante agua y a este líquido se le añade limón y se consume muy frío.

Folklore
Bailorio de Cruz: Fiesta religiosa y social realizada durante el mes de mayo en donde los recitadores más afamados canta filias acompañados por música de cuatro, arpa y tambora.
La Burriquita: El personaje principal de esta danza viste un disfraz que lo permite representar burra y jinete al mismo tiempo, baila al compás de un joropo, hace piruetas rebuzna y realiza todas las cosas propias de la burra y su jinete.
El Chiriguare: Los personajes que integran esta comparsa son en brujo machuca, el zamuro y el chiriguare, este último simboliza un animal fabulo que por su raro aspecto constituye el terror de exorcismo, acaba con el poder maligno de chiriguare.
Baile de Joropo: Fiesta bailable donde cantan y bailan corridas, galerones, golpes, pasajes y otras tonalidades folclóricas, la música del joropo se toca con instrumentos típicos como cuatro, maraca y arpa que acompañan cantos y estribillos.
El Zapateo y Escobillao: Que son pasos del joropo, se mezclan en el estado con giras típicas de la región como el remolido, el cuatro y el torito.
El Coleo: Es una manifestación de carácter popular, que hoy se desarrolla bajo un conjunto de reglas, porque ha sido elevada a disciplina deportiva se inicia desde la colonia, con el trabajo del hombre en el hato en la brega para coger y domar el ganado que se perdía en las extensas sabanas en esta medida cuando el llanero no podía enlazar un toro tenía que irse a la cola adelantarse y darle una caída que lo debilitara para caparlo. Esta actividad se va haciendo divertida a los peones y luego se va proliferando por los pueblos quienes la asumen dentro del programa de sus actividades.
El coleo se difunde a lo llanero, la música y sus temas el sombrero, el caballo y el ganado vacuno son expresiones auténticos del llano que fortalece nuestro acervo cultural. Por el coleo también se inspiran los copleros y cantan e improvisan coplas a los coleadores.

## Lugares de interés
- Templo Parroquial de San Lorenzo Mártir
- Plaza Bolívar.
- Biblioteca Pública "Flor De María Manuitt"
- Casa de la Cultura "Cruz Arnaldo Meneses".
- Plaza Negro Primero
- Represa del pueblo
- Mamonal de Chaguaramas